# Estação Quilpué
A Estação Quilpué é uma das estações do Metrô de Valparaíso, situada em Quilpué, entre a Estação El Salto e a Estação El Sol. É administrada pelo Metro Regional de Valparaíso S.A..
A estação original foi inaugurada no ano de 1862, enquanto que a atual edificação foi inaugurada em 23 de novembro de 2005. Localiza-se no cruzamento da Rua Condell Sur com a Rua Vicuña Mackenna.